# José Xavier de Cerveira e Sousa
Dom José Xavier de Cerveira e Sousa (Mogofores, 27 de Novembro de 1797 – Mogofores, 15 de Março de 1862) foi um prelado, bispo e professor na Universidade de Coimbra.

## Biografia

### Bispo do Funchal
Foi confirmado como Bispo do Funchal a 14 de Junho de 1843, sendo ordenado bispo a 2 de Junho de 1844 e confirmado Bispo do Funchal a 8 de Julho do mesmo ano. Tornou-se então o 22.º Bispo do Funchal e governou a diocese durante quatro anos incompletos, enfrentando a grave crise religiosa que envolvia o ambiente daquela sociedade, nomeadamente o proselitismo protestante feito pelo Dr. Robert Kalley.

### Bispo de Beja
Foi transferido para a Diocese de Beja, por decreto de 18 de Abril de 1849 e confirmando pela Bula de Pio IX Romani Pontificis, a 28 de Setembro do mesmo ano. Por procuração de 28 de Janeiro de 1850 encarregou o Dr. Lobo Pimentel de tomar posse da Diocese Bejense, tendo depois tomando posse do pariato a 15 de Fevereiro do mencionado ano. Devido à morte do Dr. Lobo Pimentel expediu de Lisboa uma Provisão em que nomeava vigário geral o Pe. João Baptista da Silva. A 10 de Agosto de 1850 fez a pastoral de saudação aos seu diocesanos, entrando em Beja a 18 de Agosto do referido ano. Após dez anos de pontificado na diocese de Beja, dos quais nada mais se sabe, foi transferido para bispo de Viseu.

### Bispo de Viseu
A 7 de Dezembro de 1859 foi transferido para a Bispo de Viseu, e renunciando à Cátedra, abandonou a Diocese devido à incapacidade de garantir obediência dos padres em matéria de vestes clericais, recolhendo-se na sua casa de Mogofores, onde morreu.